# Фынчэн (Цзянси)
Фэнчэ́н (кит. упр. 丰城, пиньинь Fēngchéng) — городской уезд городского округа Ичунь провинции Цзянси (КНР).

## История
Ещё во времена империи Хань в 210 году, когда в этих местах уже фактически правил Сунь Цюань, был создан уезд Фучэн (富城县). После образования империи Цзинь уезд был в 280 году переименован в Фэнчэн (丰城县) по названию реки Фэншуй.
В эпоху Южных и Северных династий, когда эти места находились в составе государства Лян, из-за того, что уезд был очень большим и им было трудно управлять, он был в 536 году разделён на уезды Гуанфэн (广丰县) и Синьань (新安县). Это разделение продлилось недолго, и после объединения китайских земель в империю Суй уезд Синьань был в 589 году присоединён к уезду Гуанфэн. В 602 году из-за практики табу на имена чтобы избежать употребления иероглифа «гуан», которым записывалось личное имя Ян Гуана (объявленного наследником престола), уезд вновь был переименован в Фэнчэн. В 616 году уезд был расформирован.
После основания империи Тан уезд Фэнчэн был в 622 году образован вновь. На закате эпохи Тан Лянский князь Чжу Вэнь, фактически управлявший страной, из-за того, что в личном имени его отца Чжу Чэна использовался очень похожий иероглиф «чэн», переименовал в 905 году уезд Фэнчэн в Угао (吴皋县). В 923 году, когда эти места вошли в состав государства Поздняя Тан, уезду было возвращено название Фэнчэн.
После монгольского завоевания и образования империи Юань из-за того, что уезд приносил очень большой доход, он был в 1286 году поднят в статусе и стал Фучжоуской областью (富州, букв. «богатая область»). После свержения власти монголов и основания империи Мин область в 1376 году вновь стала уездом Фэнчэн.
После образования КНР в 1949 году был образован Специальный район Наньчан (南昌专区) и уезд вошёл в его состав. 8 декабря 1958 года власти Специального района Наньчан переехали из города Наньчан в уезд Ичунь, и Специальный район Наньчан был переименован в Специальный район Ичунь (宜春专区).
В 1970 году Специальный район Ичунь был переименован в Округ Ичунь (宜春地区).
Постановлением Госсовета КНР от 4 октября 1988 года уезд Фэнчэн был преобразован в городской уезд.
Постановлением Госсовета КНР от 22 мая 2000 года округ Ичунь был преобразован в городской округ.

## Административное деление
Городской уезд делится на 5 уличных комитетов, 20 посёлков и 7 волостей.

## Экономика
Фэнчэн известен выращиванием риса и разведением рыбы в прудах. В районе расположены плавучая солнечная электростанция компании Huaneng Power International и угольная ТЭС «Фынчэн» (общая установочная мощность всех блоков на ТЭС составляет 4,76 млн кВт, а ежегодный объем потребления угля — до 10 млн тонн).